# Dijaška skupnost
Dijaška skupnost je telo predstavnikov oddelčnih skupnosti srednje šole.
Dijaške skupnosti v Sloveniji so povezane v stanovsko organizacijo vseh dijakov, Dijaško organizacijo Slovenije.